# Liste der Baudenkmäler in Dersdorf
Die Liste der Baudenkmäler in Dersdorf enthält die denkmalgeschützten Bauwerke auf dem Gebiet von Bornheim (Rheinland)-Dersdorf in Nordrhein-Westfalen (Stand: Februar 2014). Diese Baudenkmäler sind in der Denkmalliste der Stadt Bornheim (Rheinland) eingetragen; Grundlage für die Aufnahme ist das Denkmalschutzgesetz Nordrhein-Westfalen (DSchG NRW).

| Bild           | Bezeichnung          | Lage                                     | Beschreibung | Bauzeit | Eingetragen seit | Denkmal- nummer |
| -------------- | -------------------- | ---------------------------------------- | ------------ | ------- | ---------------- | --------------- |
| weitere Bilder | Fachwerkhofanlage    | Dersdorf Waldorfer Weg 72 Karte          |              |         |                  | 63              |
| weitere Bilder | Knittelershof        | Dersdorf Waldorfer Weg 90 Karte          |              |         |                  | 65              |
| weitere Bilder | Fachwerkhofanlage    | Dersdorf Dürerstraße 17 Karte            |              |         |                  | 66              |
| weitere Bilder | Ehemalige Schule     | Dersdorf Albertus-Magnus-Straße 22 Karte |              | 1926    |                  | 69              |
| weitere Bilder | Ehemaliger Winzerhof | Dersdorf Waldorfer Weg 70 Karte          |              |         |                  | 122             |
| weitere Bilder | Wegekreuz            | Dersdorf Bannweg 18 Karte                |              |         |                  | 157             |
| Lindenhof      | Lindenhof            | Dersdorf Waldorfer Weg 73 Karte          |              |         |                  | 163             |
| weitere Bilder | Hofanlage            | Dersdorf Waldorfer Weg 56 Karte          |              |         |                  | 180             |